# Bob Zijlmans
Marinus (Bob) Zijlmans (Rotterdam, 29 augustus 1918 – aldaar, 20 juni 1992) was een Nederlands schilder en monumentaal kunstenaar.

## Leven en werk
Bob Zijlmans groeide op in een katholiek gezin, als zoon van Adriaan Johannes Marinus Zijlmans (1887-1964) en Maria Hendrika Jacoba Looman (1884-1947). Hij studeerde aan de Koninklijke Academie voor Schone Kunsten van Antwerpen als leerling van Constant Permeke en aan de Academie voor Beeldende Kunsten in Rotterdam als leerling van Herman Mees. Zijlmans maakte figuratief werk, hij was vooral (portret)schilder en maakte daarnaast onder meer wandschilderingen, mozaïeken en glas-in-betonwanden.
Zijlmans exposeerde meerdere malen, zowel solo als in groepsexposities met de Rotterdamse Kunststichting en de Algemene Katholieke Kunstenaarsvereniging, bij onder andere het museum Boijmans, het Schielandshuis en het Bouwcentrum. In 1943 dong hij met vriend Ad Kikkert mee naar de Tétar van Elvenprijs. Frans Hannema, recensent van het Algemeen Handelsblad, vond zijn werk "van een peil dat slechts bedroevend kan heeten. (...) Het is, laten wij er geen doekjes om winden, bij het dilletantische af." Van 1947 tot 1949 diende Zijlmans als militair in Nederlands-Indië, hij werd aangesteld als hoofd van de dienst Welzijnsverzorging op Java. Terug in Nederland exposeerde hij eind 1949 zijn werk bij Bennewitz in Den Haag. De toenmalige recensent van het Algemeen Handelsblad, F.P. Huygens, roemde Zijlmans' werk als "overtuigende voorbeelden van een alleszins verantwoorde, zij het wat academische portretkunst" en zag de invloed van het buitenlands verblijf: "Nieuwe indrukken en een ruimer atmosfeer hebben zijn kunst wezenlijk veranderd ten gunste van een vrijere techniek en een sterker kleurbesef." In 1954 kreeg hij een reisbeurs van het ministerie van Onderwijs, Cultuur en Wetenschap en bezocht met Willem Hofhuizen Egypte. Bij terugkeer exposeerde hij zijn reisschetsen in het Schielandshuis.
Zijlmans overleed op 73-jarige leeftijd.

## Enkele werken
- 1954 wandschildering voor het zilveren jubileum van de Rotterdamse openluchtschool aan de Laanslootseweg.
- 1956 glasmozaïek met Neptunus voor de cargadoorsfirma Kuyper, van Dam en Smeer aan de Van Vollenhovenstraat in Rotterdam.
- 1958 tegelmozaïek in de ontvangsthal van Slavenburg's bank aan de Coolsingel in Rotterdam.
- 1959 drie wandmozaïeken voor het stationspostgebouw aan het Delftseplein 31 in Rotterdam.
- 1960 glas-in-betonwand met bijbelse taferelen en mozaïek van Bavo naast de entree van de Sint-Bavokerk in Pendrecht (Rotterdam).
- 1961 wandschildering in gymnastiekzaal aan de Sliedrechtstraat in Rotterdam.
- 1964 glas-in-betonwand en mozaïek achter het sacrementsaltaar van de Verrijzeniskerk aan de Meidoornsingel in Schiebroek (Rotterdam).
- 196? glasappliqué voor een lagere school aan de Dr. J.W. Palthelaan in Zoetermeer. In 2018 herplaatst in het stadhuis van Zoetermeer.

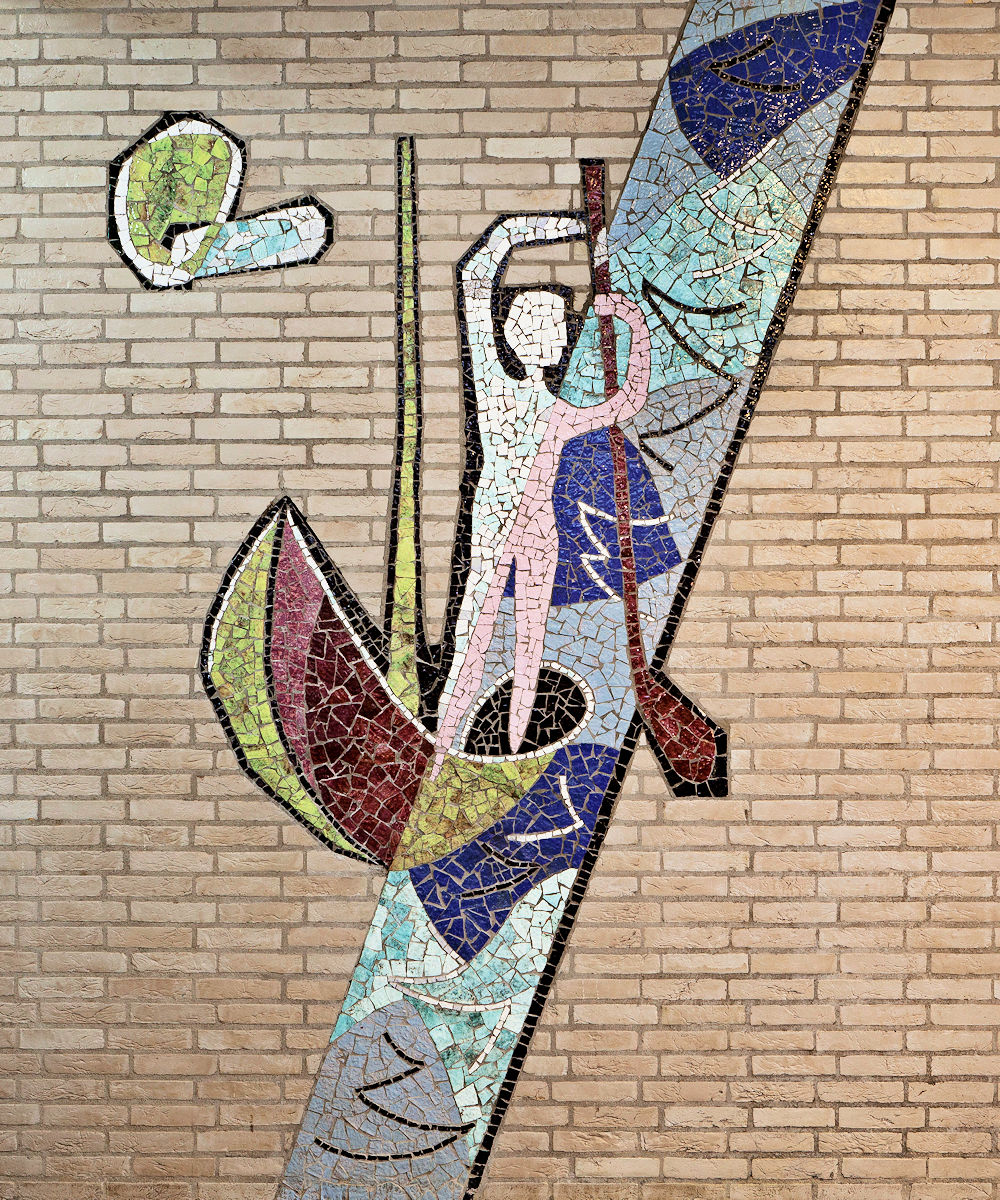
Man in boot (1959), stationspostgebouw
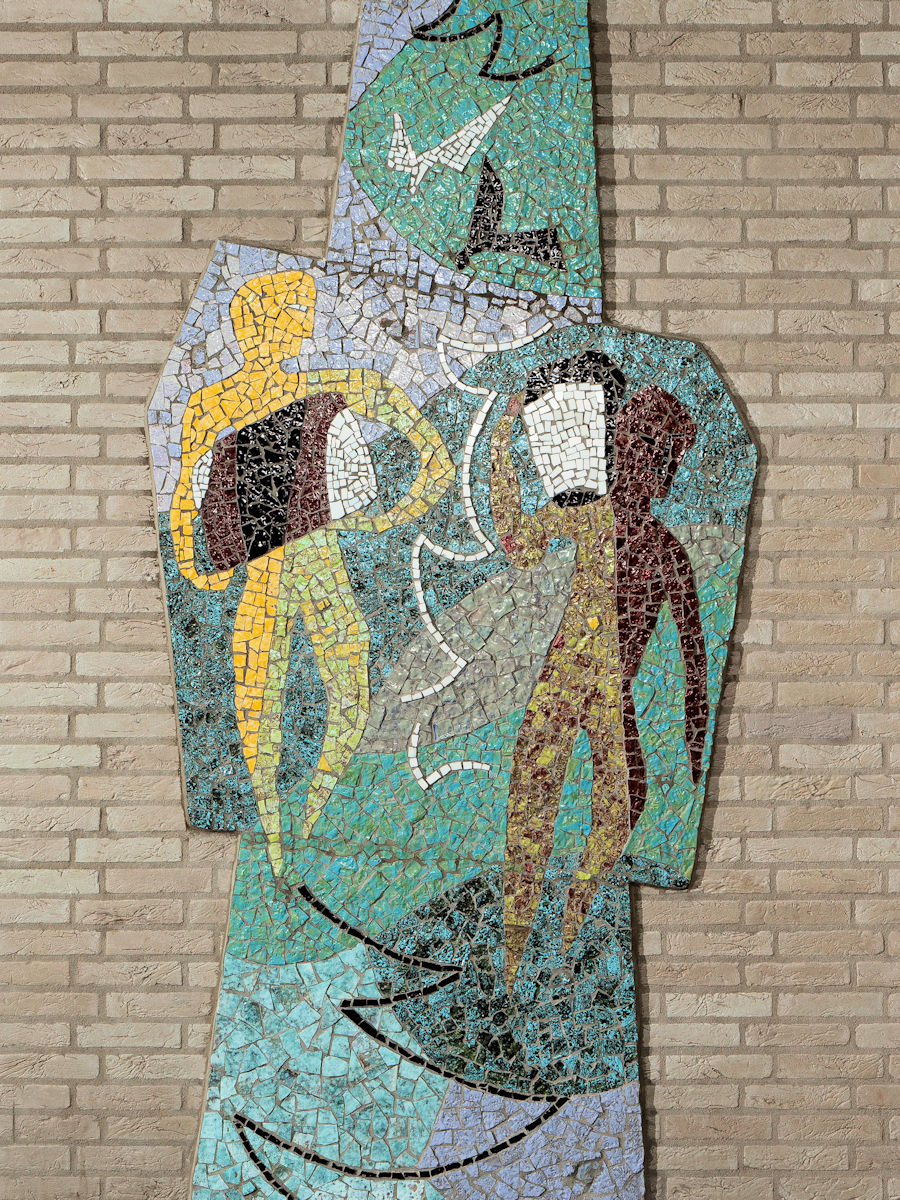
Zakkendragende mannen (1959), stationspostgebouw
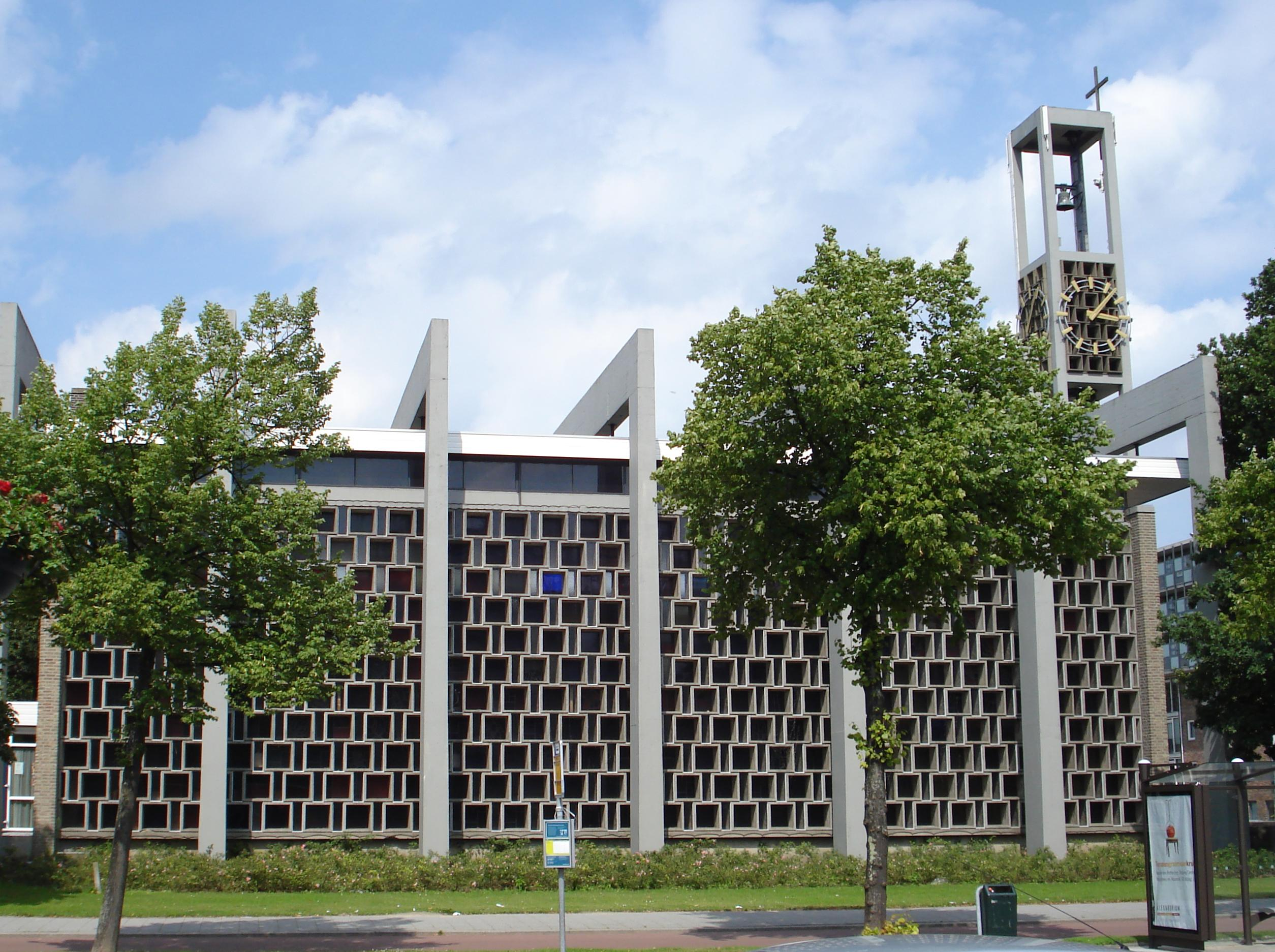
glas-in-betonwand (1960), Sint-Bavokerk